# Christophe Goumand
Christophe Goumand (Zwitserland, 31 augustus 1967) is een Zwitsers archeoloog en stripauteur. Goumand is docent aan de universiteit van Fribourg. Verder is hij medewerker bij het Musée romain de Nyon en het Musée du Léman, beide in Nyon. Goumand is ook de directeur van het intuïtieve Oracle-archeologieproject en van het archeologisch filmfestival in Nyon. Daarnaast werkt hij als wetenschappelijk assistent bij de afdeling Genetica en Evolutie aan de Universiteit van Genève. 
In 2012-2013 was Goumand de curator voor de tentoonstelling ArchéoALIX in het Musée romain de Nyon, een combinatie van archeologie en de stripreeks Alex.
In 2019 schreef Goumand de teksten voor het album Helvetia in de educatieve reeks De reizen van Alex. 
- Système universitaire de documentation: 154477761
- Virtual International Authority File: 297908145